# Álex Rodríguez
Alexander "A-Rod" Rodriguez (New York, 27 juli 1975) is een Dominicaans-Amerikaans voormalig honkballer in de Major League Baseball (MLB). Van 2004 tot het einde van zijn carrière (2016) speelde Rodriguez bij de New York Yankees. Daarvoor speelde hij bij de Seattle Mariners en de Texas Rangers.
Rodriguez was een van de topspelers van de Major League en wordt bovendien aangehaald als een van de beste MLB-honkbalspelers ooit. Hij is de jongste speler ooit die de grens van 500 homeruns in zijn carrière verbrak. Hij brak daarmee het record van Jimmie Foxx uit 1939. Hij had op 31-jarige leeftijd bovendien meer homeruns, Runs Batted In (RBI), Runs en Base Hits dan de huidige MLB-recordhouders op dezelfde leeftijd (respectievelijk Barry Bonds, Hank Aaron, Rikey Henderson en Pete Rose). Aan het einde van het seizoen 2009 was zijn homerun-totaal 583. Daarmee was hij op dat moment gedeeld 8e aller tijden. Uiteindelijk zou hij 696 homeruns in zijn carrière slaan.
Op 13 december 2007 kondigde Rodriguez aan dat hij een nieuw tienjarig contract bij de Yankees zou gaan tekenen. Met dit contract verdiende hij in tien jaar $275 miljoen. Als hij het homerun-record van Barry Bonds (762) zou verbreken, kwam daar nog eens $30 miljoen bovenop. Met het contract werd hij de best betaalde speler ooit, waarmee hij zijn eigen record (een contract ter waarde van $252 miljoen) verbrak.
Begin 2009 werd bekendgemaakt dat zijn prestaties verkregen waren met behulp van doping. Tijdens een interview met ESPN bekende hij van 2001 tot 2003 steroïden gebruikt te hebben.
Nadat Rodriguez gestopt was met honkballen was hij werkzaam als analist en mediapersoonlijkheid bij verschillende Amerikaanse televisie netwerken.
Rodriguez had vanaf 2017 een relatie met de zangeres/actrice Jennifer Lopez. Deze relatie kwam in april 2021 ten einde.

## Biogenesis-schandaal
Op 6 augustus 2013 werd Rodriguez geschorst voor 211 wedstrijden voor het gebruik van doping in het zogenoemde Biogenesis-schandaal, genoemd naar de kliniek die de doping ter beschikking stelde. Hij gebruikte groeihormonen, testosteron en anabole steroïden. De New York Yankees-speler Rodriguez ging hiertegen in beroep en mocht voorlopig nog wedstrijden spelen. Hij zou hierdoor een salaris van 36 miljoen dollar mislopen. Uiteindelijk zou zijn straf een schorsing van 162 wedstrijden worden. Naast Rodriguez werden nog twaalf andere honkballers geschorst, maar die werden voor 50 wedstrijden geschorst.. 